# 9577 Gropius
9577 Gropius (1989 CE5) là một tiểu hành tinh vành đai chính được phát hiện ngày 2 tháng 2 năm 1989 bởi F. Borngen ở Tautenburg.